# 신경균
신경균(申敬均, 일본식 이름: 大空敬均, 1912년 9월 15일 ~ 1981년 4월 21일)은 일제강점기부터 활동한 대한민국의 영화 감독이다.

## 생애
경상북도 선산 출신으로 대구농림학교를 졸업했다. 1930년 경 일본에 유학하여 영화를 공부했고, 도쿄에서 실무를 배우며 영화제작 경험을 쌓았다. 주로 공부한 분야는 영화 녹음 분야였다.
귀국한 뒤 1937년 함대훈 원작의 《순정해협》을 각색, 연출하면서 영화 감독으로 데뷔하였다. 이 영화는 청구영화사의 창립 창립 작품이었다. 본래 원작에서는 여주인공과 남주인공이 결합하는 해피엔딩이었으나, 신경균은 이를 여주인공이 죽는 것으로 바꾸어 러시아 문학풍의 비극적인 사랑 이야기로 연출했다. 이에 함대훈이 불쾌감을 표시하고 배우들의 연기도 불만족스럽다고 평한 바 있다.
1942년에는 조선영화제작주식회사에 입사해 태평양 전쟁 종전 때까지 근무했다. 일제강점기 막바지인 1945년, 한국인 무용단이 징용된 한국인들을 찾아가 위문 공연을 한다는 내용의 세미다큐멘터리인 《감격의 일기(일본어: 感激の日記)》를 비롯해, 《우리들의 전쟁(일본어: 我れらの戰爭)》, 《피와 땀(일본어: 血と汚)》 등 어용 영화를 연출했다. 이로 인해 2008년 발표된 민족문제연구소의 친일인명사전 수록예정자 명단 연극/영화 부문에 포함되었다.
광복 후에는 우익 영화인 친목 모임인 영화감독구락부에 가담 하는 등 우익 계열 영화인으로 분류되었다. 1947년에는 청구영화사를 설립하여 최은희의 데뷔작인 《새로운 맹서》를 연출하였다. 이 영화는 강제로 징용되었다가 돌아온 청년들이 힘을 합하여 어촌 마을을 재건한다는 내용으로 계몽적인 주제를 담고 있다.
이후 1970년대까지 활발히 활동했다. 초기에는 《찔레꽃》(1957) 등의 멜로영화와 사극을, 후기에는 《마도로스 박》(1964)과 같은 액션영화를 주로 발표했다. 마지막 연출작은 박노식 주연의 액션 영화 《홍콩부르스》(1971)이며, 《홍콩서 온 마담장》(1970)은 스스로 시나리오를 쓰고 연출하는 등 시나리오 작가로도 활동했다.
아들인 신옥현도 영화 촬영기사가 되어 영화계에서 일했다.

## 참고자료
- 강옥희,이영미,이순진,이승희 (2006년 12월 15일). 《식민지시대 대중예술인 사전》. 서울: 소도. 181~183쪽쪽. ISBN 978-89-90626-26-4.
- 김남석 (2003년 11월 15일). 《한국 문예영화 이야기》. 서울: 살림. 41~42쪽쪽. ISBN 89-522-0153-1.